# Lonchura melaena
El capuchino de Nueva Bretaña (Lonchura melaena) es una especie de ave paseriforme de la familia Estrildidae endémica de Papúa Nueva Guinea. 

## Distribución
Está confinado en las islas de Nueva Bretaña y Buka, además de algunos islotes circundates. Se encuentra en los prados tropicales. 
Aunque la extensión de su hábitat es inferior a 20.000 km², se clasifica su estado de conservación como especie de baja preocupación (LC) porque se considera que su población es estable.